# Centre de développement chorégraphique national
Ne doit pas être confondu avec CNDC ou Centre chorégraphique national.
Centre de développement chorégraphique national (ou CDCN) est un label officiel français attribué à des institutions culturelles consacrées à la danse contemporaine. Il s'agit de l'un des labels français du spectacle vivant définis par le décret du 28 mars 2017 relatif aux labels et au conventionnement dans les domaines du spectacle vivant et des arts plastiques. En 2025, 16 structures labélisées CDCN sont réparties sur le territoire français,. 

## Objectifs
Les structurent labellisées CDCN ont pour objectifs de :
- diffuser les créateurs et les compagnies
- inventer des temps forts pour la danse (festivals et autres manifestations en saison)
- accueillir en résidence des jeunes compagnies
- poursuivre des activités de formation pour amateurs et professionnels
- favoriser l'interdisciplinarité
- développer les publics
- créer des centres de ressources pour la danse.

## Financement et budget
La Circulaire du 15 janvier 2018 précise que labellisation Centre de développement chorégraphique national devrait permettre à la structure bénéficiaire d'obtenir une aide financière annuelle minimale de l'Etat de 38% du total des subventions publiques (incluant celles provenant des collectivités territoriales). En plus de ces subventions, un budget de 950 000 euros devrait être une valeur de référence.

## Liste des centres de développement chorégraphique nationaux
Les structures labellisées CDCN sont au nombre de quinze en 2024 :
- Ateliers de Paris CDCN (Paris, Île-de-France)
- L’Échangeur - CDCN Hauts-de-France (Château-Thierry, Hauts-de-France)
- Les Hivernales - CDCN d’Avignon (Avignon, Sud)
- La Briqueterie - CDCN du Val-de-Marne (Vitry-sur-Seine, Île-de-France)
- Le Gymnase CDCN (Roubaix, Hauts-de-France)[5]
- Le Dancing - CDCN Dijon Bourgogne-Franche-Comté (Dijon, Bourgogne-Franche-Comté)
- La Maison danse - CDCN Uzès Gard Occitanie (Uzès, Occitanie)
- Touka Danses - CDCN Guyane (Remire-Montjoly, Guyane)
- La Manufacture - CDCN Nouvelle-Aquitaine Bordeaux · La Rochelle (Bordeaux et La Rochelle, Nouvelle-Aquitaine)
- Le Pacifique - CDCN Grenoble - Auvergne-Rhône-Alpes (Grenoble, Auvergne-Rhône-Alpes)
- La Place de la Danse - CDCN Toulouse - Occitanie (Toulouse, Occitanie)
- POLE-SUD - CDCN Strasbourg (Strasbourg, Grand Est)
- Chorège - CDCN Falaise Normandie (Falaise, Normandie)
- Danse à tous les étages - CDCN itinérant en Bretagne (Rennes, Bretagne)
- Lalanbik (Saint-Pierre, La Réunion)[6],[7]
- Boom’Structur (Clermont-Ferrand, Auvergne-Rhône-Alpes)[8]

## Le CDCN de Toulouse
Le premier Centre de développement chorégraphique national a été fondé à Toulouse en 1995. En 1984, Joseph Russillo et sa compagnie s’installent à Toulouse. La politique de décentralisation culturelle a touché la danse et le chorégraphe américain a été chargé d’ouvrir dans la capitale du Sud-Ouest un Centre chorégraphique national.
Douze ans plus tard, le CCN dirigé par un artiste n’est plus d’actualité à Toulouse et les partenaires institutionnels s’entendent pour mettre en place un autre modèle. C’est ainsi que le « Centre de développement chorégraphique Toulouse Midi-Pyrénées » entre en activité en 1995. Dirigé depuis sa création par Annie Bozzini, il ouvre ses portes à des compagnies existant sur la région, à des équipes nationales et internationales qui trouvent là un nouveau lieu de recherche, de travail et d’échange.
La ville de Toulouse, la DRAC et le Conseil régional Midi-Pyrénées sont les partenaires publics de cette nouvelle structure.
Le CDC a pour objet le rayonnement de toutes les formes de la création dans le domaine chorégraphique, à Toulouse et dans la région Midi-Pyrénées, ainsi que sur le plan national et international. Ses missions prioritaires sont : 
- la sensibilisation des publics à la danse contemporaine par tous les moyens de production et de diffusion d'œuvres et de créations, régionales, nationales et internationales
- la formation professionnelle des danseurs
- la création et l'animation d'un centre de documentation sur la danse
- la création et l'animation d'un centre de ressources sur le métier du danseur.